# 天野エンザイム
天野エンザイム株式会社（あまのエンザイム、英: Amano Enzyme inc.）は、医薬用・食品加工用の酵素材の製造を行う企業。かつては一般用医薬品の製造等も手掛け、主力製品としては、戦中から戦後にかけては浴用剤「帝大ハップ」・胃腸薬「帝大胃散」、戦後からは胃腸薬「ビオヂアス」などがあった。東海地方において「ビオヂアス」のCMソングは有名だった。

## 沿革
- 1899年（明治32年） - 天野圓之助が配置薬業を創業[4]。
- 1928年（昭和3年） - 後の天野製薬の基となる、天野慈善堂大薬房・天野慈善堂製薬所を設立。
- 1948年（昭和23年） - 天野製薬設立[4]。
- 2000年（平成12年） - 現社名に改称[4]。
- 2001年（平成13年） - 大和化成株式会社を子会社化[4]。
- 2006年（平成18年） - メキシコIGM社の全株式を取得し子会社化（現・アマノ・エンザイム・メキシコ）[4]。
- 2010年（平成22年） - 西春工場を名古屋工場に統合。
- 2013年（平成25年） - 大和化成株式会社（現・滋賀工場）を合併[4]。

## 事業所
- 本社（愛知県名古屋市）[5]
- 東京事務所（東京都千代田区）[5]
- 岐阜研究所（岐阜県各務原市）[5]
- 名古屋工場（愛知県北名古屋市）[5]
- 養老工場（岐阜県大垣市）[5]
- 滋賀工場（滋賀県湖南市）[5]

## スポンサー番組
一社提供
（名義は「酵素の研究と開発に前進する天野製薬」）
- FNNニュースレポート11:30（東海テレビ）
- FNNスピーク（月～金曜日→月～土曜日、東海テレビ）
- FNN東海テレニュース（土•日曜日昼→日曜日昼、東海テレビ）

## 関連企業
- アマノ・エンザイム・USA[6]
- アマノ・エンザイム・ヨーロッパ[6]
- アマノ・エンザイム・チャイナ[6]
- アマノ・エンザイム・マニュファクチャリング・チャイナ[6]
- アマノ・エンザイム・メキシコ[6]
- 静岡生化学株式会社[6]
- 天野商事株式会社[6] - かつてCMを展開していた一般用医薬品（風邪薬「ガノン」、ドリンク剤「天山精」、上述の胃腸薬「ビオヂアス」など）は、外部メーカーが製造の上、この会社を通じて発売されている。
- 株式会社あまの創健[6]
- 株式会社イメージファクトリー[6]
- 株式会社アマノ[6]
- カメラのアマノ株式会社[6]